# 莫拉查體育中心

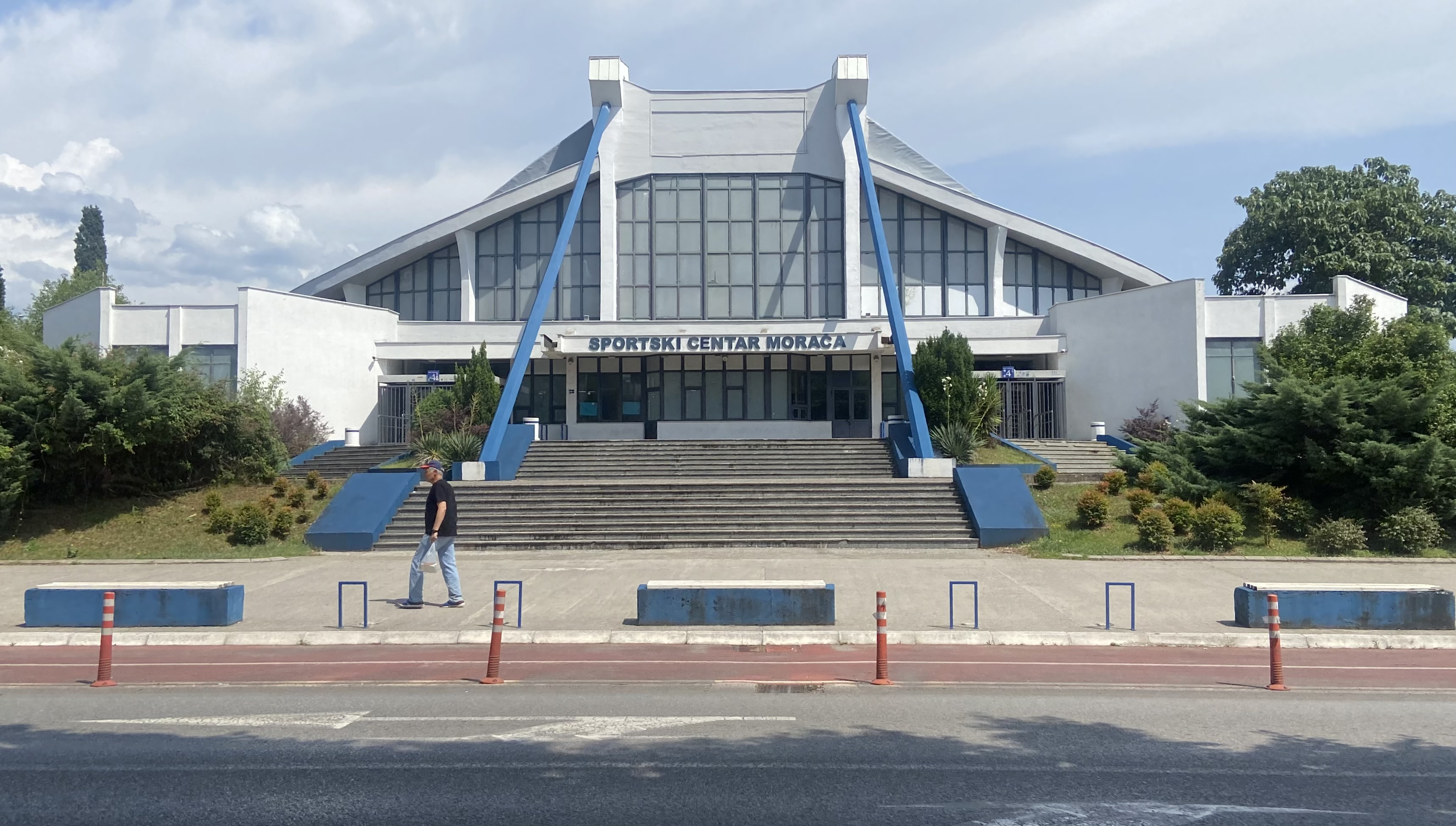
莫拉查体育中心

莫拉查體育中心是一座位於蒙特內哥羅波德里查的體育場館。本場館位於新波德里查，莫拉查河的右岸，也是名稱的由來。本體育場館建設開始於1978年，各種體育設施遍部於5公頃大的土地。

## 設施
室內設施包括：
- 大型會場(看台有6000個座位)[1]
- 練習館
- 搏擊運動場
- 游泳池
- 桑拿
- 桌球館
- 商業設施

室外設施：
- 三個露天游泳池
- 網球場
- 籃球、排球和手球場